# بانديل أومنيي
بانديل أومنيي (6 نوفمبر 1884 – 1913)  هو مواطن من ام ليبيه نيجيري أُشتهر بكتابه «الدفاع عن الحركة الإثيوبية» (1908)، الذي حث على إجراء إصلاحات سياسية في المستعمرات. كما حذر من حدوث ثورة في إفريقيا قد تنهي الحكم البريطاني. وبحسب حكيم عدي يعد أومنيي من أوائل الأمثلة على الطالب النشط سيايسيا من غرب إفريقيا في بريطانيا.

## السيرة الذاتية
ولد بانديل أومنيي في لاغوس، في نيجيريا الحالية، باع والديه أرضهم لتمويل دراسته في بريطانيا حيث ذهب إليها أومنيي في عام 1905. كما إالتحق بجامعة إدنبره في عام 1906 لدراسة الحقوق. ثم تخلى في النهاية عن دراسته لإنخراطه المتزايد في الأنشطة السياسية. كما تناول الصحافة المناهضة للإمباريالية في المنشورات الإشتراكية والإسكتلندية والنيجيرية.
كتب للعديد من السياسيين البريطانيين بما في ذلك رئيس الوزراء هنري كامبل وقائد حزب العمال المستقبلي رمزي ماكدونالد، مطالبين بتمثيل ألأفارقة في المستعمرات.
في سنة 1907 إنتقد أومنيي الحكم ألإستعماري في سلسلة من الرسائل لمجلة إدنبره.كما كتب أيضا مقالات لصحافة غرب أفريقيا. نشر في عام 1908 عمله الرئيسي«الدفاع عن الحركة الاثيوبية» في إدنبره. كما أهدى هذا العمل إلى «الرايت اونرابل وأعضاء البرلمان البريطاني».
إنتقل أومنيي لاحقا إلى البرازيل حوالي عام 1910. حيث تم إعتقاله بعد ذلك نتيجة أنشطته السياسية. رفض مساعة القنصل البريطاني. سجن وأصيب بمرض البيريبيري وتوفي عن عمر يناهز 28 عاما.